# Saving the Game
Saving the Game è un cortometraggio muto del 1912 scritto e diretto da Charles M. Seay.

## Produzione
Il film fu prodotto dalla Edison Manufacturing Company.

## Distribuzione
Distribuito dalla General Film Company, il film - un cortometraggio di 200 metri - uscì nelle sale cinematografiche degli Stati Uniti il 9 dicembre 1912.
Nelle proiezioni, veniva programmato con il sistema dello split reel, accorpato in un'unica bobina con un altro cortometraggio prodotto dalla Edison, il documentario Harnessing a Mountain Stream.